# Champions de France de natation du 4 000 m nage libre en mer

## Messieurs

### 4 000 m nage libre en mer messieurs
| Championnats | Championnats | 4 000 m nage libre en mer messieurs | 4 000 m nage libre en mer messieurs | 4 000 m nage libre en mer messieurs | 4 000 m nage libre en mer messieurs | 4 000 m nage libre en mer messieurs |
| ------------ | ------------ | ----------------------------------- | ----------------------------------- | ----------------------------------- | ----------------------------------- | ----------------------------------- |
| 1906         |              | André Landry                        |                                     |                                     | Paribas AC                          |                                     |
| 1907         |              | Paul Vasseur                        |                                     |                                     | Libellule de Paris                  | 2 h 22 min                          |
| 1908         |              | Paul Vasseur                        |                                     |                                     | Libellule de Paris                  | 1 h 07 min 52 s.2                   |
| 1909         |              | Paul Vasseur                        |                                     |                                     | SCUF                                |                                     |
| 1910         |              | Paul Vasseur                        |                                     |                                     | FVC Nice                            | 1 h 08 min 17 s 3                   |
| 1911         |              | Bredel                              |                                     |                                     | Le Havre AC                         | 1 h 18 min 59 s                     |
| 1912         |              | Marcel Pernot                       |                                     |                                     | Libellule de Paris                  | 1 h 27 min 27 s                     |
| 1913         |              | Harold Clarke                       |                                     |                                     | SCUF                                | 1 h 46 min 16 s                     |